# Leichtathletik-Weltmeisterschaften 2017/Teilnehmer (Antigua und Barbuda)
| Gelbes Symbol für Goldmedaillen mit stilisierten Olympischen Ringen | Graues Symbol für Silbermedaillen mit stilisierten Olympischen Ringen | Braundes Symbol für Bronzemedaillen mit stilisierten Olympischen Ringen |
| ------------------------------------------------------------------- | --------------------------------------------------------------------- | ----------------------------------------------------------------------- |
| —                                                                   | —                                                                     | —                                                                       |

Von Antigua und Barbuda wurden fünf Sprinter für die Leichtathletik-Weltmeisterschaften 2017 in London nominiert.

## Ergebnisse

### Männer

#### Laufdisziplinen
| Athlet                                                                     | Disziplin | Qualifikation | Qualifikation | Vorlauf | Vorlauf | Halbfinale | Halbfinale | Finale             | Finale             |
| Athlet                                                                     | Disziplin | Zeit          | Platz         | Zeit    | Platz   | Zeit       | Platz      | Zeit               | Platz              |
| -------------------------------------------------------------------------- | --------- | ------------- | ------------- | ------- | ------- | ---------- | ---------- | ------------------ | ------------------ |
| Cejhae Greene                                                              | 100 m     |               |               | 10,21 s | 19      | 10,64 s    | 24         | nicht qualifiziert | nicht qualifiziert |
| Chavaughn Walsh                                                            | 100 m     | 10,44 s       | 11            | DNS     | DNS     | –––        | –––        | –––                | –––                |
| Daniel Bailey Cejhae Greene Richard Richardson Chavaughn Walsh Tahir Walsh | 4 × 100 m |               |               | DNS     | DNS     |            |            | –––                | –––                |